# Waidach (Naturraum)
Als Waidach (zuweilen auch Weidach geschrieben) wird ein Teil des Naturraums Bauland im Nordosten Baden-Württembergs bezeichnet, in dessen Gebiet die namengebende Waldfläche Weidach (auch Waidach) liegt. Die Waidach weist als naturräumliche Einheit Nr. 128.4 der Haupteinheitengruppe Neckar- und Tauber-Gäuplatten keine weitere Untergliederungseinheit in zweiter Nachkommastelle auf. Bei der Waidach handelt es sich um eine bewaldete, wasserarme Hochfläche über Hauptmuschelkalk.

## Naturräumliche Gliederung
Die naturräumliche Einheit Waidach ist folgender Teil des Naturraums Bauland der Haupteinheitengruppe Neckar- und Tauber-Gäuplatten:
- (zu 12 Neckar- und Tauber-Gäuplatten)
  - 128 Bauland
    - 128.1 Neckarelzer Tal
    - 128.2 Brunnenwald
    - 128.3 Schefflenzgäu
    - 128.4 Waidach
    - 128.5 Mittleres Bauland
      - 128.50 Seckach-Kirnau-Platten
      - 128.51 Kessachplatten
      - 128.52 Stöckig

    - 128.6 Östliches Bauland
    - 128.7 Buchener Platte
    - 128.8 Naturräumliche Einheit 128.8 (ohne Namen)
      - 128.80 Nördliches Bauland
      - 128.81 Wolferstetten-Eiersheimer Höhe
      - 128.82 Buch am Ahorn